# Världsmästerskapen i orientering 2007
Världsmästerskapen i orientering 2007 hölls den 18-26 augusti 2007 i Kiev i Ukraina. 

## Medaljörer

### Herrar

#### Långdistans
1. Matthias Merz,  Schweiz 1.44.28
2. Andrey Khramov,  Ryssland 1.48.06
3. Anders Nordberg,  Norge 1.48.36

#### Medeldistans
1. Thierry Gueorgiou,  Frankrike 32.21
2. Tero Föhr,  Finland         34.22
3. Valentin Novikov,  Ryssland  34.30

#### Sprint
1. Thierry Gueorgiou,  Frankrike 14.44,0
2. Matthias Merz,  Schweiz 14.44,9
3. Martin Johansson,  Sverige 15.03,6

#### Stafett
1. Ryssland (Roman Efimov, Andrey Khramov, Valentin Novikov) 2.10.26
2. Sverige (Peter Öberg, David Andersson, Emil Wingstedt) 2.11.08
3. Finland (Mats Haldin, Pasi Ikonen, Tero Föhr) 2.11.35

### Damer

#### Långdistans
1. Minna Kauppi,  Finland 1.20.17 

1. Heli Jukkola,  Finland 1.20.17 

3. Simone Niggli,  Schweiz 1.21.48

#### Medeldistans
1. Simone Niggli,  Schweiz     32.13
2. Heli Jukkola,  Finland      33.18
3. Marianne Andersen,  Norge 34.14

#### Sprint
1. Simone Niggli,  Schweiz 12.06,9
2. Minna Kauppi,  Finland 12.26,6
3. Lena Eliasson,  Sverige 12.46,4

#### Stafett
1. Finland (Paula Haapakoski, Heli Jukkola, Minna Kauppi) 1.46.35
2. Sverige (Annika Billstam, Emma Engstrand, Helena Jansson) 1.47.41
3. Norge (Ingunn Hultgreen Weltzien, Marianne Andersen, Anne Margrethe Hausken) 1.47.50